# Maximilian Kronberger

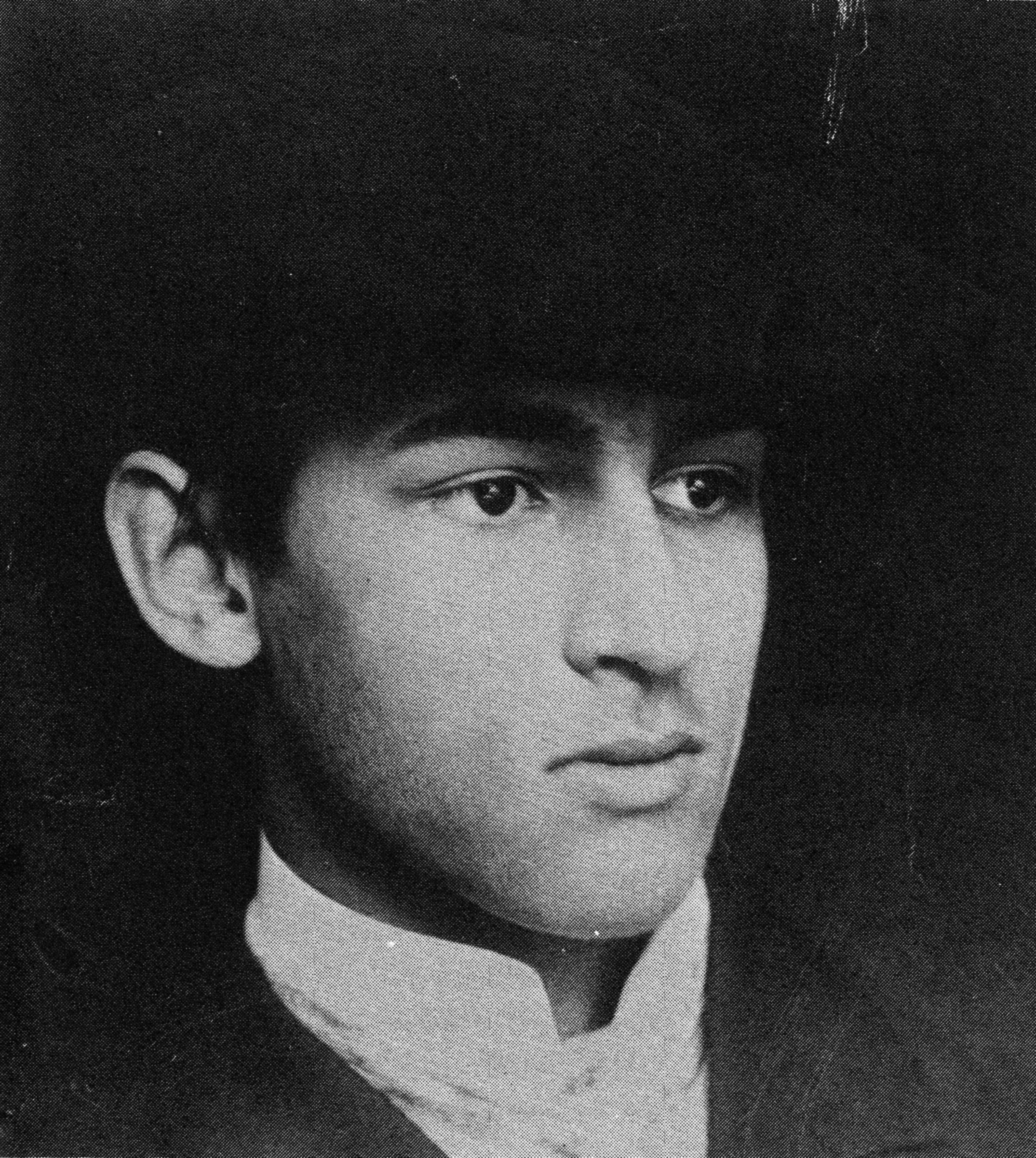
Maximilian Kronberger

Maximilian Kronberger, eigentlich Max Konrad August Kronberger (* 14. April 1888 in Berlin; † 15. April 1904 in München) war eine bedeutende Person des George-Kreises.

## Bekanntschaft mit Stefan George
Kronberger war der Sohn des Würzburger Kaufmanns Alfred Kronberger. Er wuchs in München-Schwabing auf, wo er das Maximiliansgymnasium besuchte. Der Dichter Stefan George traf ihn 1902 in München auf der Straße und sprach ihn wenig später das erste Mal an. George zeichnete Kronberger, der erst nach dem Treffen herausfand, dass er es mit einem bekannten Dichter zu tun hatte. Im Januar 1903 begegneten sich die beiden wieder auf der Straße und trafen sich von da an häufiger. Kronberger lernte Freunde Georges kennen, teilweise bereits bekannte Lyriker wie Hugo von Hofmannsthal, Friedrich Gundolf oder Karl Wolfskehl. George nahm ihn auch mit zu gesellschaftlichen Veranstaltungen der Schwabinger Bohème, etwa zu einem Kostümfest bei Henry von Heiseler. George versuchte auch, sich mit den Eltern Kronbergers gutzustellen, er besuchte sogar die Konfirmation Maximilians. Kronberger hatte bereits begonnen, Gedichte zu schreiben und erhoffte sich von der Bekanntschaft mit dem Lyriker eine Vervollkommnung seiner Gedichte.

Kopie des Eintrages ins Sterbebuch des Münchner Standesamtes über den Tod Maximilian Kronbergers

Schon 1904 kam es aber zu ersten Spannungen. George war verstimmt, weil ihn Kronberger mehrmals versetzt hatte. Kronberger notierte bei der nächsten Begegnung in sein Tagebuch:

„[George] liess […] mich ungewöhnlich lange warten, obwohl er im Nebenzimmer war. Endlich kam er, reichte mir die Hand und sah mich lange an … Dass ich am Sonntag keine Zeit gehabt hätte, sei eine blosse Ausrede, er kenne das aus seiner Jugend etc. Auch für den kommenden Sonntag sei es eine dumme Ausrede. Ich sagte ihm, ich hätte in der Tat keine Zeit, er tue mir Unrecht. Da drehte er sich zu mir, legte die Stirn in Falten und drohte mir mit dem Finger. Dann setzte er sich an den Schreibtisch und begann, wenn ich keine Zeit resp. nicht den Willen habe zu kommen, wenn er Zeit habe, so habe auch er nicht Zeit noch Willen mich zu empfangen, wenn ich komme. […] Ich sagte kalt adieu und reichte ihm die Hand, er aber sah absolut nicht her … Ich brauche mich doch nicht von ihm da zusammenschimpfen lassen wie ein Schuljunge?“

Kronberger wollte den Kontakt bereits abbrechen, George konnte dies jedoch verhindern. Schon kurz darauf verliebte sich Maximilian Kronberger in ein gleichaltriges Mädchen, mit dem er nun viel Zeit verbrachte und dem er fast alle seine Gedichte widmete. Im April 1904 reiste er nach Wien zu einem Vetter. Dort traf er noch einmal Stefan George. Kurz darauf reiste er nach München zurück, noch in Wien hatte er erste Symptome einer Krankheit gezeigt. Er war an Meningitis erkrankt und starb schon bald darauf, am 15. April 1904, einen Tag nach seinem 16. Geburtstag. Im Sterberegistereintrag Nr. 719 vom 15. April ist außerdem eingetragen, dass er protestantischer Religion und von Beruf Gymnasiast war. Er wohnte mit seinen Eltern in der Nikolaistraße 9 in München.

## Künstlerisches Werk
Maximilian Kronberger verfasste 241 Gedichte. Hier sein erstes und sein letztes Gedicht (nach der Veröffentlichung von Georg Peter Landmann):
GOTT
Gibt’s einen Gott? Ihr grübelt hin und her

Und kommt doch nur zu einem Ziel:

Geht hin an das tosende Meer

Seht an den Wechsel der Natur.

O sehet an das wachsende Geschlecht.

Stellt euch den Gang der Geschichte dar.

Denkt an den Wechsel von Gut und Schlecht.

Geht im Frühling hinaus in den Wald –

Aus jeder Errettung aus Not

Aus jedem Elend auf Erden

Tönt’s laut heraus: Es ist ein Gott!

(21. November 1901)

Der dichter (erhebt sich)
Ihr flöten, klagt! Ihr zimbeln, rauscht hervor!

Ihr knaben schwingt den grünumwundnen Stab!

Noch tönen ihre worte mir im ohr.

Ihr flötenspieler, leitet sie ins grab!

Doch nicht mit erde decket ihre glieder

Mit blüten hüllt sie, bis der morgen naht

Dann sehe die geliebte ja ich wieder.

Dann bin auch ich zum leben aufgewacht.

(verfasst 2 Wochen vor seinem Tod)

## Maximin-Mythos

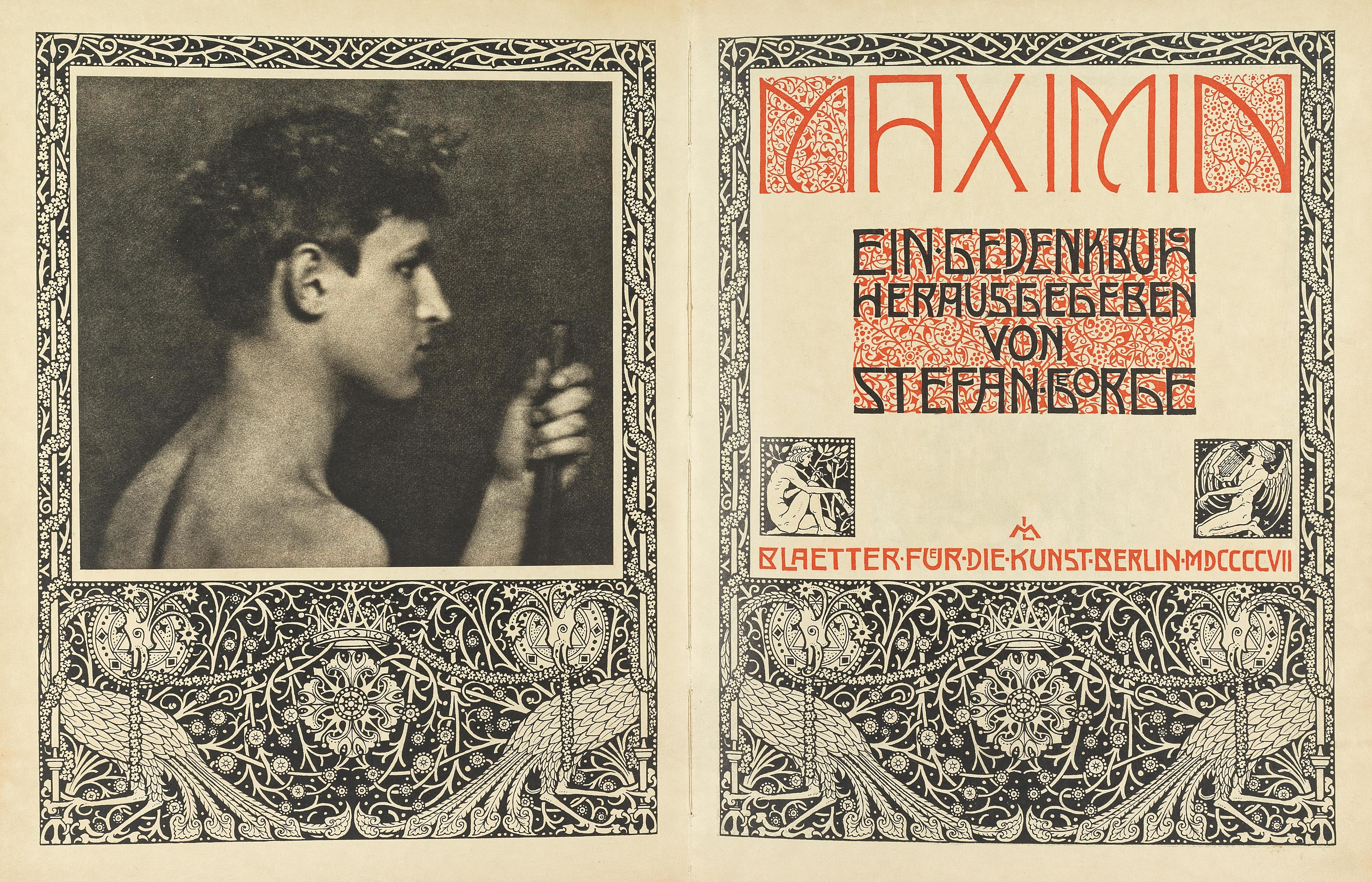
Maximin. Ein Gedenkbuch, Doppeltitel mit einer Fotografie Maximilian Kronbergers von Stefan George

Der Tod des Jungen traf George schwer, an Sabine Lepsius etwa schrieb er: „Ich trauere über einen unbegreiflichen und frühen tod der auch mich an die lezten klüfte hinführen wollte.“ Aus der Zeit unmittelbar nach Kronbergers Tod sind sonst nur wenige Quellen überliefert, die Aufschluss über Georges Gedanken geben könnten. Schon bald begann er mit den Vorbereitungen für einen Maximilian gewidmeten Gedenkband, der bereits im April 1905 fertig vorlag. Er selbst hatte neben einer Vorrede mehrere Gedichte beigesteuert, weitere lyrische Beiträge stammten von Friedrich Gundolf, Karl Wolfskehl und Lothar Treuge, die kunstvolle Aufmachung des Bandes übernahm Melchior Lechter. Auch einige Gedichte aus dem Nachlass Kronbergers wurden schließlich Ende 1906 in dem Band Maximin. Ein Gedenkbuch veröffentlicht. In Georges Vorrede heißt es:

„Wir stürzten nieder in der dumpfen verzweiflung der zurückgelassenen gemeinde, wir wanden uns in sinnlosem schmerz dass wir niemals wieder diese hände berühren dass uns niemals wieder diese lippen küssen dürften. Da drang seine lebendige stimme in uns und belehrte uns über unsre torheit die ihn hier noch zwingen wollte … Wir können nun gierig nach leidenschaftlichen verehrungen in unsren weiheräumen seine säule aufstellen uns vor ihm niederwerfen und ihm huldigen woran die menschliche scheu uns gehindert hatte als er noch unter uns war.“

Unter dem Namen „Maximin“ stilisierte George Kronberger von nun an zu einer menschgewordenen Gottheit. 1907 folgte Der siebente Ring, der sich ebenfalls zentral mit Georges Maximin-Mythos befasst. Der Mythos war besonders in den nächsten Jahren ein zentrales Identifikations- und Integrationsmerkmal des George-Kreises.

## Werke
- Maximin. Ein Gedenkbuch. Hrsg. von Stefan George. Berlin, 1907 (Digitalisierte Ausgabe unter: urn:nbn:de:s2w-5456; in diesem Band enthaltene Gedichte Maximilian Kronbergers)
- Nachlass. Privatdruck 1937 („Zu beziehen durch Adolf Bürdeke, Zürich“). (Digitalisierte Ausgabe unter: urn:nbn:de:s2w-5822)
- Gedichte. Tagebücher. Briefe. Herausgegeben von Georg Peter Landmann. Klett-Cotta, Stuttgart 1987, ISBN 3-608-95535-6